# Bartići
Bartići – wieś w Chorwacji, w żupanii istryjskiej, w mieście Labin. W 2011 roku liczyła 72 mieszkańców.